# Frederik Rodenberg
Frederik Rodenberg Madsen, född den 22 januari 1998, är en dansk tävlingscyklist.
Han tog OS-brons i lagförföljelse i samband med de olympiska tävlingarna i cykelsport 2016 i Rio de Janeiro.